# Beissat
Beissat – miejscowość i gmina we Francji, w regionie Nowa Akwitania, w departamencie Creuse.
Według danych na rok 1990 gminę zamieszkiwało 41 osób, a gęstość zaludnienia wynosiła 3 osoby/km² (wśród 747 gmin Limousin Beissat plasuje się na 540. miejscu pod względem liczby ludności, natomiast pod względem powierzchni na miejscu 480.).